# Tomás de Araújo Pereira
Tomás de Araújo Pereira (Neto) (1765 — 1847) foi um político brasileiro. Não se deve confundi-lo com seu pai e com seu avô, que tinham o mesmo nome.
De uma das mais importantes famílias potiguares da época, cujo poder econômico vinha do gado do interior (Seridó potiguar), era filho de Tomaz de Araujo Pereira Filho e de Tereza de Jesus Medeiros Rocha, sendo seu avô paterno o português natural do Minho, Tomaz de Araujo Pereira,  primeiro portador do nome, e seu avô materno o açoriano Rodrigo de Medeiros Rocha, ambos pioneiros na colonização do interior do Rio Grande do Norte. 
Foi presidente da província do Rio Grande do Norte, de 5 de maio a 8 de setembro de 1824.
O governo da Província foi entregue à Câmara, sendo o novo administrador o seu presidente, Lourenço José de Morais Navarro, que ficou à frente da província até 20 de janeiro de 1825, quando a proposta da Confederação do Equador caiu por terra.
Ao deixar o governo, a situação política continuava muito difícil. Não recebeu nenhuma garantia de vida. Saiu de Natal para Acari e, num detrminado local, onde corria sério risco de morte, viajou escondido dentro de um barril, que foi levado na cabeça de seu fiel escravo, "Pai Banguela".
Em Acari, na Fazenda Mulungu, de sua propriedade, elaborou sua defesa, com o objetivo de excluir qualquer dúvida sobre sua participação nos episódios relacionados com a Confederação do Equador.
De sua vida e temperamento há muitas lendas, mas se sabe que "era rigoroso no castigo aos seus familiares, usando a palmatória e uma pequena prisão, a 'cafua'. Manoel Dantas conta algo curioso, que pode ser até uma anedota, contudo, diz muito da personalidade de Tomás de Araújo: estava velho, quase cego. Pediu a seu neto padre, que se chamava também Tomás (o Padre Tomás Pereira de Araujo), que o ouvisse em confissão. O jovem sacerdote relutou, porém, o velho patriarca não admitiu a recusa e tanto fez que terminou se confessando ao seu neto. Após a confissão, como penitência, o padre Tomás determinou que o avô ficasse preso meia hora na 'cafua. Cumpriu a penitência. Depois, chamou um pedreiro e mandou demolir o cubículo."